# Michel-Vincent Brandoin
Michel-Vincent Brandoin, né le 2 mars 1733 à Vevey et mort le 26 mai 1790 dans la même ville, est un peintre et caricaturiste suisse.

## Biographie
Michel-Vincent Brandoin, dit l'Anglais, est fils d'un avocat réfugié huguenot, originaire du Rouergue, et de Suzanne Cornabé. Après un apprentissage de commerce dans une manufacture de drap à Amsterdam, Brandoin  s'établit pour dix ans dans le quartier londonien de Chelsea (1762-1772). Ayant épousé une Anglaise, Anne Bathoe qui lui donnera un fils, il se consacre à la peinture, étudiant notamment chez Paul Sandby, l'un des maîtres de l'aquarelle anglaise.

M. V. Brandoin, Le marché de Bex vers 1770, aquarellem (Bibliothèque nationale suisse)

Rentré avec sa famille à Vevey en 1773, il y vit désormais de son art, œuvrant comme peintre de paysages à l'aquarelle et à la gouache, tout en étant parfaitement à l'aise aussi dans les scènes de genre populaires et traditionnelles, ainsi que dans les caricatures, talent particulier qui lui a valu des succès en Angleterre. Souvent rattaché aux petits maîtres suisses, il joue sans doute un rôle important pour la diffusion du néo-classicisme en Suisse romande. Anglophile établi sur les rives du lac Léman, Brandoin y est en contact avec d'éminents voyageurs britanniques, comme William Thomas Beckford ou Edward Gibbon.
On lui demande aussi des projets de monuments, pour le tombeau de la princesse Catherine Orlow à la cathédrale de Lausanne, pour des fontaines sophistiquées à Vevey, ou encore pour le Monument à Salomon Gessner à Zurich (non réalisé).

## Œuvres dans les collections publiques
- Vevey, musée historique : fonds d'œuvres et de carnets de dessins.
- Berne, Musée national suisse, cabinet des estampes (Coll. Gugelmann)